# Гаскергорне
Гаскергорне (нід. Haskerhorne) — село в нідерландській провінції Фрисландія. Входить до муніципалітету Фріске-Маррен.
Його площа становить 7,14 км², а населення станом на 2021 рік складало 555 осіб.
Перша згадка про населений пункт датується 1333 роком.